# Боб Джексон (плавець)
Боб Джексон (англ. Bob Jackson, 5 березня 1957) — американський плавець.
Учасник Олімпійських Ігор 1976 року.
Чемпіон світу з водних видів спорту 1978 року.
Переможець Панамериканських ігор 1979 року, призер 1975 року.